# Globicephalinae
Globicephalinae – podrodzina ssaków wodnych z rodziny delfinowatych (Delphinidae).

## Podział systematyczny
Do podrodziny należą następujące rodzaje:
- Orcaella J.E. Gray, 1866 – oreczka
- Steno J.E. Gray, 1846 – steno – jedynym przedstawicielem jest Steno bredanensis (G. Cuvier, 1828) – steno długonosy
- Grampus J.E. Gray, 1828 – risso – jedynym przedstawicielem jest Grampus griseus (G. Cuvier, 1812) – risso szary
- Pseudorca J.T. Reinhardt, 1862 – szablogrzbiet – jedynym żyjącym współcześnie przedstawicielem jest Pseudorca crassidens (R. Owen, 1846) – szablogrzbiet waleniożerny
- Feresa J.E. Gray, 1870 – fereza – jedynym przedstawicielem jest Feresa attenuata J.E. Gray, 1874 – fereza mała
- Peponocephala Nishiwaki & Norris, 1966 – melonogłów – jedynym przedstawicielem jest Peponocephala electra (J.E. Gray, 1846) – melonogłów wielozębny
- Globicephala Lesson, 1828 – grindwal